# Diego Nicolás Pérez
Diego Nicolás Pérez (Maracay, estado Aragua; 13 de noviembre de 1931) es un banderillero venezolano.

## Orígenes
Nace en Maracay Estado Aragua, el 13 de noviembre de 1931, en el pasaje Catalán, construido este lugar por los inmigrantes catalanes que trabajaban en los Telares Maracay. Su padre, Hilario de Jesús Méndez, falconiano de origen canario, trabajador de los telares y su madre María Juana Pérez, oriunda de Choroní.

## Historia
Queda huérfano de padre a los 8 años, comenzando desde allí a trabajar en varias labores. Dos años después pierde a su hermano Diego de Jesús por una grave enfermedad. El destino toca su puerta y llega a la Maestranza de Maracay guiado por Ramón Bustamante durante el recorrido por la ciudad para el anuncio de las corridas, allí conoce a César Girón, quien le dice que si quiere ser torero y le da un Capote. Luego quien da las instrucciones es el Maestro Pedro Pineda quien dirige y enseña a gran número de muchachos como aspirantes a toreros. Debuta como banderillero en arenas de Valencia Estado Carabobo el 1 de mayo de 1949 en la cuadrilla de César Girón quien alternaba junto a Gabriel Rodríguez y Evelio Yépez. Para 1956 comienza su campaña como novillero alternando en varias plazas a nivel nacional conociendo así su segunda cuna el Táchira. Entrelaza fuerte nexos de amistad con César Girón quien le bautiza un hijo. También trabaja en la cervecería La Llanera siendo el personero de confianza del Maestro Cervecero y Gerente: Sindorff Van Lon.
Al caer la Dictadura en 1958 se radica en San Cristóbal. Luego va con una comitiva torera a lidiar toros en Puerto Rico en 1964, al llegar uno de sus compañeros matador de toros es detenido por un malentendido y le corresponde asumir sus presentaciones como matador de toros en ciudades como Ponce, San Juan y Mayagüez. Estas corridas se realizan a la usanza española y simulacro de muerte. Regresa a Venezuela y participa como banderillero en la primera corrida en la Feria Internacional de San Sebastián en enero de 1965 con las figuras del toreo César Girón, Curro Girón, Manuel Benítez "El Cordobés", Paco Camino, Joselillo de Colombia entre otros. Asiste a la colocación de la Piedra Fundacional de la Monumental de San Cristóbal en la hacienda Pueblo Nuevo. 
Tres años después está en el Cartel Inaugural de la Monumental Plaza de Toros de Pueblo Nuevo junto a los máximos exponentes Curro Girón, Antoñete, Paco Camino y El Pireo. Para 1969 comienza a trabajar en la empresa eléctrica Cadafe, alternando la tauromaquia y esta. Allí lo apodan cariñosamente "Matador". 
Con el transcurrir del tiempo es premiado en importantes ferias del país como mejor banderillero entre las que se destacan La Chinita, San José de Maracay, La Grita, Mérida, Tovar y sin olvidar a San Sebastián. 
Durante los años 90 forma parte de la cuadrilla del torero Bernardo Valencia recorriendo toda la extensión nacional con la tauromaquia. Se corta La Coleta en enero del 2002, de la mano de su hijo Diego Nicolás Pérez Villamizar en medio de aplausos en la última corrida de la Feria de San Sebastián en Pueblo Nuevo. Siguió su vida en San Cristóbal junto a su familia integrada por hijos y nietos.
El fallecimiento de este gran torero de plata ocurrió el jueves 15 de agosto de 2024 en San Cristóbal; su velación fue en Exequiales Los Olivos y su sepelio se realizó el sábado 17 de agosto en el Jardín Metropolitano El Mirador